# GNPDA1
GNPDA1 (англ. Glucosamine-6-phosphate deaminase 1) – білок, який кодується однойменним геном, розташованим у людей на короткому плечі 5-ї хромосоми. Довжина поліпептидного ланцюга білка становить 289 амінокислот, а молекулярна маса — 32 669.
| 10         |  | 20         |  | 30         |  | 40         |  | 50         |
| ---------- |  | ---------- |  | ---------- |  | ---------- |  | ---------- |
| MKLIILEHYS |  | QASEWAAKYI |  | RNRIIQFNPG |  | PEKYFTLGLP |  | TGSTPLGCYK |
| KLIEYYKNGD |  | LSFKYVKTFN |  | MDEYVGLPRD |  | HPESYHSFMW |  | NNFFKHIDIH |
| PENTHILDGN |  | AVDLQAECDA |  | FEEKIKAAGG |  | IELFVGGIGP |  | DGHIAFNEPG |
| SSLVSRTRVK |  | TLAMDTILAN |  | ARFFDGELTK |  | VPTMALTVGV |  | GTVMDAREVM |
| ILITGAHKAF |  | ALYKAIEEGV |  | NHMWTVSAFQ |  | QHPRTVFVCD |  | EDATLELKVK |
| TVKYFKGLML |  | VHNKLVDPLY |  | SIKEKETEKS |  | QSSKKPYSD  |  |            |

A: Аланін

C: Цистеїн

D: Аспарагінова кислота

E: Глутамінова кислота

F: Фенілаланін

G: Гліцин

H: Гістидин

I: Ізолейцин

K: Лізин

L: Лейцин

M: Метіонін

N: Аспарагін

P: Пролін

Q: Глутамін

R: Аргінін

S: Серин

T: Треонін

V: Валін

W: Триптофан

Кодований геном білок за функціями належить до гідролаз, фосфопротеїнів. 
Задіяний у таких біологічних процесах, як вуглеводний обмін, ацетилювання, альтернативний сплайсинг. 
Локалізований у цитоплазмі.